# Dred Scott
Pour les articles homonymes, voir Scott.
Dred Scott est un esclave afro-américain né entre 1795 et 1800 dans le comté de Southampton en Virginie et mort le 17 septembre 1858. C'est une figure de l'antiesclavagisme aux États-Unis.

## Biographie
Dred Scott est né en esclavage, de parents eux-mêmes esclaves. Il connait plusieurs propriétaires au cours de sa jeunesse dont un médecin de l'armée, le Dr. John Emerson. Celui-ci achète une autre esclave nommée Harriet que Dred Scott épouse avec l'accord d'Emerson. En 1833, Emerson déménage à plusieurs reprises dans le cadre de son service. Il emmène en particulier Scott du Missouri (État esclavagiste) à l'Illinois (où l'esclavage est interdit) puis dans le Territoire du Wisconsin (abolitionniste).
À la mort d'Emerson en 1843, le couple devient la propriété de sa veuve. Scott tente de lui racheter sa liberté, mais elle refuse.
Le 6 avril 1846, Dred et Harriett Scott déposent chacun séparément devant la cour de circuit de Saint-Louis (Missouri) une pétition contre Irene Emerson afin de la forcer à les affranchir, s'appuyant sur une loi du Missouri autorisant toute personne tenue en esclavage de manière illégale à intenter une action en justice afin de recouvrer sa liberté.
Il s'ensuit une longue bataille judiciaire. Au cours de l'affaire, il est décidé que seul le cas de Dred Scott serait jugé, le résultat devant s'appliquer également à Harriett. Dans un premier temps, des procès ont lieu au Missouri. Cette partie de l'affaire se termine en 1852 avec une décision de la Cour suprême du Missouri qui ordonne que Dred Scott demeure esclave, renversant la jurisprudence alors établie de longue date au Missouri once free, always free  selon laquelle un esclave qui se trouve dans un état ne reconnaissant pas l'esclavage devient définitivement libre, y compris au Missouri esclavagiste.
Après ce verdict, la veuve Emerson quitte le Missouri et cède le contrôle des biens de son mari (et donc des Scott) à son frère John F.A. Sanford. Ce dernier étant résident de l'État de New York et non du Missouri, les avocats de Dred Scott peuvent porter l'affaire au niveau fédéral. L'affaire progresse jusqu'à la Cour suprême des États-Unis qui rend en 1857 la décision Scott v. Sandford. Elle y décide qu'un Noir, dont les ancêtres ont été amenés aux États-Unis et vendus comme esclaves, qu'il soit réduit en esclavage ou libre, ne pouvait être un citoyen américain et ne pouvait pas exercer une action en justice devant les tribunaux fédéraux, et que le gouvernement fédéral n'avait pas le pouvoir de réglementer l'esclavage dans les territoires acquis après la création des États-Unis, se contredisant ainsi, puisque cet arrêt concernant le statut de deux esclaves a été jugé par la Cour Suprême fédérale.
Dred Scott est cependant parvenu à obtenir sa liberté en dépit de la décision de la Cour. Le nouveau mari d'Irene Emerson, abolitionniste, le Dr. Calvin Chaffee, ayant découvert que sa femme possédait des esclaves, les cède à Taylor Blow de Saint Louis, afin qu'il les affranchisse. Dred et Harriett Scott obtiennent ainsi officiellement leur liberté le 26 mai 1857. Dred Scott travaille ensuite comme porteur dans un hôtel de Saint Louis, mais meurt peu de temps après de la tuberculose (17 septembre 1858). Harriett Scott a vécu plus longtemps, jusqu'au 17 juin 1876.
Cette affaire judiciaire peut être considérée comme une victoire des États du Sud pour le maintien de l'esclavage et comme ayant contribué à maintenir les États divisés sur cette question, ceci étant l'une  des causes de la guerre de Sécession.